# Csurulya Csongor
Csurulya Csongor Árpád (Kézdivásárhely, 1974. szeptember 16. –) romániai magyar rendező, díszlettervező, jelmeztervező, színész. A Tomcsa Sándor Színház művészeti vezetője.

## Életpályája
1996–2001 között a békéscsabai Fiatal Színházművészetért Alapítványi Színiiskolában szerezte meg a színészi diplomát. 2002-től a Marosvásárhelyi Művészeti Egyetemen tanult, ahol 2006-ban végzett színházi rendező szakon.
2007-től a 2010/2011-es évadig a Szatmárnémeti Északi Színház Harag György Társulatának rendezője. Szintén 2007 augusztusától pedig a székelyudvarhelyi Tomcsa Sándor Színház művészeti vezetőjeként is munkálkodik: a színház által meghirdetett állás betöltésére a jelentkezők közül ő bizonyult a legmegfelelőbbnek a versenyvizsgán.

## Munkái
A Színházi adattárban regisztrált bemutatóinak száma: rendezőként 16, színészként 15, díszlet- illetve jelmeztervezőként 4-4, fordítóként: 1.

### Színészként

#### Tomcsa Sándor Színház
- 2013. Szálinger Balázs: Köztársaság (Hariszteász, 55 éves görög kalózvezér, római polgár)
- 2012. Anton Pavlovics Csehov: Lakodalom (Jevdokim Zaharovics Zsigalov, a menyasszony apja)
- 2011. Ivan Szergejevics Turgenyev: Egy hónap falun (Rakityin, barát)
- 2010. William Shakespeare: Ahogy tetszik (Vilmos, parasztfiú, szerelmes Audreybe)

William Shakespeare: Ahogy tetszik (Charles, díjökölvívó Frigyes herceg szolgálatában)
Anthony Marriott és Alistair Foot: Csak semmi szexet, kérem, angolok vagyunk (szállító)
- 2009. Verebes István:  Senki sem tökéletes, avagy nincs, aki hidegen szereti (Kisnapóleon, és Poljakov)
- 2006. Eisemann Mihály: Hippolyt a lakáj (Hippolyt)
- 2005. Móricz Zsigmond, Miklós Tibor és Kocsák Tibor: Légy jó mindhalálig (Török János)
- 2003. Barta Lajos: Zsuzsi (János, bakter)
- 2002. Szirmai Albert, Gábor Andor és Bakonyi Károly: Mágnás Miska (Baracs Iván)

Stanislaw Wyspianski: Menyegző (Újságíró)
Balassi Bálint: Szép magyar komédia (Dienes)
- 2001 Nyikolaj Erdmann: Az öngyilkos (Podszekalnyikov)

Csukás István és Darvas Ferenc: Ágacska (Dani kacsa)
Ábrahám Pál: Viktória (Koltay)
Molière: Don Juan (Sganarelle)
- 2000. Görgey Gábor: Komámasszony, hol a stukker? (Márton)

Machiavelli: Mandragóra (Timoteus barát)
Lyman Frank Baum: Óz, a nagy varázsló (Timoteus)
Déry Tibor, Pós Sándor, Presser Gábor és Adamis Anna: Képzelt riport egy amerikai popfesztiválról (Frantisek)
- 1999. Kós Károly, Zalán Tibor: Az ország, az építő (Anastasius)

Eisemann Mihály, Szilágyi László: Én és a kisöcsém (Dr. Vas)

#### Marosvasárhelyi Nemzeti Színház
- 2003. Bartha Lajos: Zsuzsi (Józsi bakter)

#### Békéscsabai Jókai Színház
- 2001. Thomas Brandon: Charley nénje (Topelbee ezredes)

#### Nyíregyházi Szabadtéri Színpad
- 1998. Andrew Lloyd Webber, Tim Rice: Jézus Krisztus szupersztár (Jakab apostol)

### Rendezőként
| - Mark Twain: Ádám és Éva naplója 2004 - Dan Goggin: Apácák 2006 - Carlo Goldoni: Különös történet 2006 - Henrik Ibsen: Légvár 2008 - Munkácsy Miklós: Mindhalálig Beatles 2008 - Dosztojevszkij, Láng György Két férfi az ágy alatt 2009 - Tóth Ede: A falu rossza 2009 | - Balázs Ágnes: Andersen, avagy a mesék meséje 2005 - Grimm fivérek: Csizmás kandúr 2006 - Vaszary János: A vörös bestia 2006 - John Kander, Fred Ebb, Joe Masteroff: Cabaret 2007 - Carlo Goldoni: A patikus – avagy orvos is lehet tisztességes 2007 - Eisemann Mihály: Bástyasétány 77 2008 - Federico García Lorca: Yerma 2008 - Federico García Lorca: Bernarda Alba háza 2009 - Alexander Breffort–Márguerite Monnot: Irma, te édes! 2010 - Pozsgai Zsolt: Boldogság, gyere haza 2010 - Henrik Ibsen: Nóra 2010 - Breffort- Monnot- Legrand: Irma, te édes 2010 - József Attila- Dsida Jenő- Márai Sándor: Ajtót nyitok 2010 - Wass Albert: Mustármag 2010 - népmese: Terülj, terülj asztalkám 2011 - Molière: A fösvény 2012 |

### Díszlettervezőként
Fontosabb munkái díszlettervezőként:
| - Munkácsy Miklós: Mindhalálig Beatles - Dosztojevszkij, Láng György: Két férfi az ágy alatt | - Vaszary János: A vörös bestia - Eisemann Mihály: Bástyasétány 77 |

### Jelmeztervezőként
Fontosabb munkái jelmeztervezőként:
| - Munkácsy Miklós: Mindhalálig Beatles | - Federico García Lorca: Yerma - Eisemann Mihály: Bástyasétány 77 |

### Fordítóként
- Alfred Jarry: Übü király 2005-ben a Szolnoki Szigligeti Színház Szobaszínháza számára[4][8]